# Sèvres-i békeszerződés

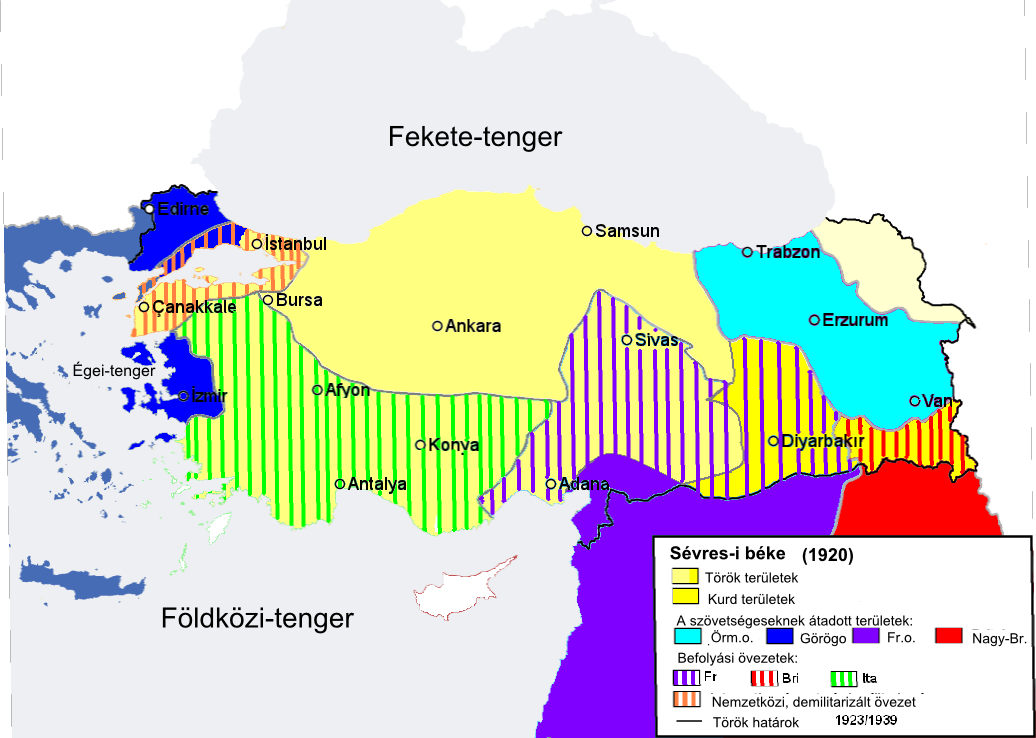
Törökország (Oszmán Birodalom) a sèvres-i békeszerződés után. Sárgával jelölve Törökország maradék területe, ebből a függőlegesen vonalazott területek a győztes antanthatalmak befolyási övezetei, illetve a tengerszorosok nemzetközi demilitarizált övezete.

A sèvres-i békeszerződést 1920. augusztus 10-én írták alá az Oszmán Birodalom és az első világháborúban győztes antant hatalmak képviselői a franciaországi Sèvres városában. Ez a békeszerződés volt az 1919–1923-as török függetlenségi háború kirobbanásának egyik kiváltó oka.

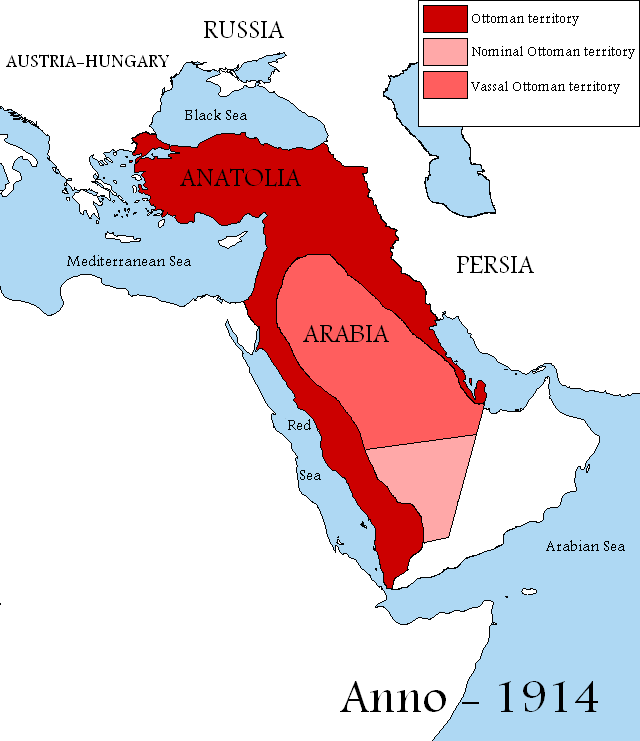
Az Oszmán Birodalom 1914-ben. A birodalom törzsterülete a legsötétebb, a vazallus területek világosabbak, a csak névlegesen birtokolt terület pedig a leghalványabb színezésű. A térkép nem ábrázolja török területként az 1914-ben nemzetközi jogilag még az Oszmán Birodalomhoz tartozó, de akkor már évtizedek óta brit megszállás alatt álló Egyiptomot, Szudánt és Ciprust.

## Története
Az Oszmán Birodalom az első világháborúban a központi hatalmak szövetségese lett, azonban 1918-ban elvesztette a háborút. A Párizs környéki békeszerződések keretében 1920. augusztus 10-én Mehmed Vahideddin szultán küldöttei és az antanthatalmak aláírták a sèvres-i békeszerződést, amely megfosztotta az Oszmán Birodalmat területeinek körülbelül a 3/4-étől (ez még a magyarokkal kötött békénél is súlyosabb volt). Kelet-Thrákia és Szmirna környéke a szerződés szerint a görögöket illette, Kelet-Anatóliában létrejött volna egy független örmény állam, Szíria és Libanon francia mandátumterület lett, a Boszporusz nemzetközi ellenőrzés alá került, a britek kapták a mandátumjogot Palesztinában, Transzjordániában és Irakban. Moszultól északra a kurdok autonóm területet kaptak, azzal az ígérettel, hogy egy évben belül elszakadhatnak az anyaországtól, Iraktól. Törökország elismerte a már 1914 előtt is évtizedek óta brit megszállás alatt álló, de nemzetközi jogilag, formálisan még az Oszmán Birodalomhoz tartozó Egyiptom, Szudán és Ciprus elvesztését. Törökország szintén lemondott a mai Szaúd-Arábia és Jemen területén fekvő birtokairól. Olaszország megkapta Anatólia déli részét.
A békediktátumot a szultáni kormánytól függetlenül (még 1920. április 23-án) megalakult török nemzetgyűlés Mustafa Kemal vezetésével elutasította, és Törökország 1920–1923 között háborúval vívta ki annak felülvizsgálatát, amit az 1923. július 24-én kötött béke, a lausanne-i békeszerződés érvényesített. A háború során 1922. november 1-jén eltörölték az Oszmán Birodalom addigi szultánátusi államformáját, és 1923. október 27-én megszületett a Török Köztársaság.
Kemal pasa nevéhez fűződik Törökország modernizálása, mely magában foglalja az állam és az egyház szétválasztását, a parlamentarizmus bevezetését, a nők egyenjogúságát, az európai szokások illetve a latin ABC bevezetését.